# Manele Labidi
Manele Labidi, de son nom complet Manele Labidi Labbé, née en 1982 à Paris, est une scénariste et réalisatrice franco-tunisienne.

## Biographie
Manele Labisi est née en 1982 à Paris, dans une famille d'origine tunisienne immigrée en France. Après des études en sciences politiques, elle travaille dans la finance pendant plusieurs années avant de changer de cap et de se consacrer à l'écriture et à la réalisation pour le théâtre, la radio et la télévision.
En 2016, elle fait partie du programme d'écriture de La Fémis. Son premier court métrage, Une chambre à moi (2018), est une variation tragicomique autour de l'essai de Virginia Woolf, Une chambre à soi.
En 2019, elle écrit et réalise son premier long métrage, Un divan à Tunis, sur une tentative de retour en Tunisie après la révolution, puis Reine mère, diffusé en 2025, entre une comédie sociale et une fantaisie fantastique, sur la vie d'une famille immigrée en France et menacée de déclassement social,,.

## Filmographie
Manele Labidi réalise et scénarise plusieurs films :
Courts métrages
- 2018 : Une chambre à moi

Longs métrages
- 2019 : Un divan à Tunis
- 2025 : Reine mère

## Distinctions
- Sopadin 2017 : lauréate du Grand prix du meilleur scénariste pour son film Un divan à Tunis[1]